# 1689 침례신앙고백
1689 침례신앙고백(1689 Baptist Confession of Faith )은 개혁주의 신앙을 담고 있는 개혁파 침례교회의 신앙고백 문서이다. 1689 신앙고백은 웨스트민스터 신앙고백(Westminster Confession of Faith, 1647), 사보이 신앙고백(Savoy Declaration, 1658)과 더불어 청교도 대표 신앙고백서 중 하나로 손꼽힌다.